# وكالة تأهيل وتطوير المناهج العلمية
وكالة تاهيل وتطوير المناهج العلمية هي مؤسسة خيرية معفاة من الضرائب، وهيئة تنفيذية غير تابعة لإدارة التربية والتعليم. المؤسسة مسئولة عن تطوير المناهج الوطنية وما يرتبط بها من عمليات التقييم والاختبارات والامتحانات في انكلترا وايرلندا الشمالية، وتقديم المشورة للوزير المعروف سابقا باسم وزير الدولة لشؤون الأطفال والمدارس والعائلات و عرفت فيما بعد باسم وزير الدولة للتعليم، مايكل غوف. وقد تم نقل المهام التنظيمية المتعلقة بالفحص والتقييم ل Ofqual.
في مايو عام 2010 أعلن وزير الخارجية عزمه على تعزيز التشريعات التي من شأنها أن تلغي هذه المؤسسة . وبالفعل اخذت وكالة معايير والاختبار التي شكلت حديثا على وظائف المؤسسة في 3 أكتوبر 2011. و تم اقفال المؤسسة في مارس 2012.